# Bernex (Svizzera)
Bernex (toponimo francese) è un comune svizzero di 10 007 abitanti del Canton Ginevra.

## Storia
Il comune di Bernex è stato istituito nel 1850 con la soppressione del comune di Bernex-Onex-Confignon e la sua divisione nei nuovi comuni di Bernex e Onex-Confignon.

## Monumenti e luoghi d'interesse

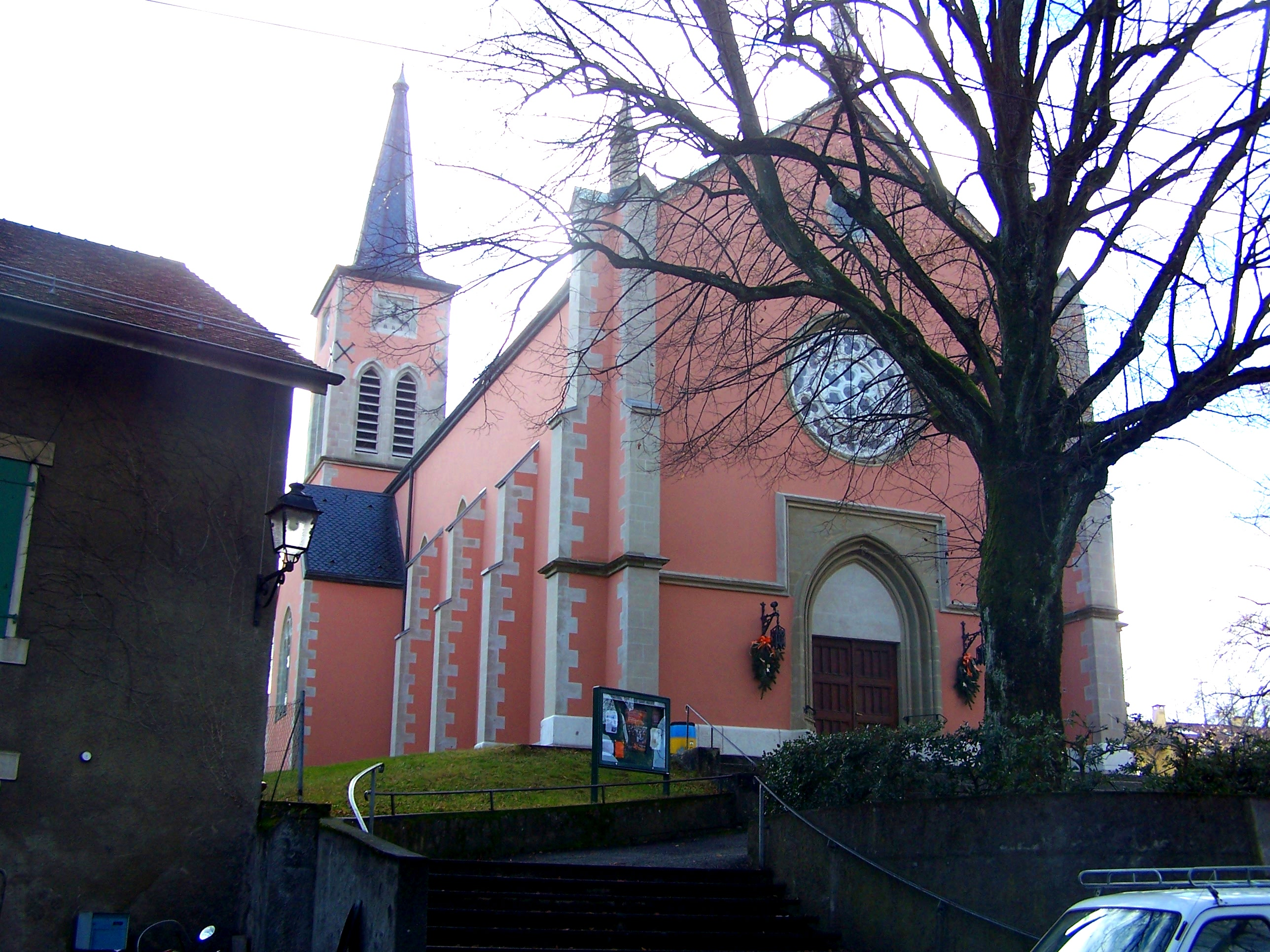
La chiesa cattolica di San Maurizio

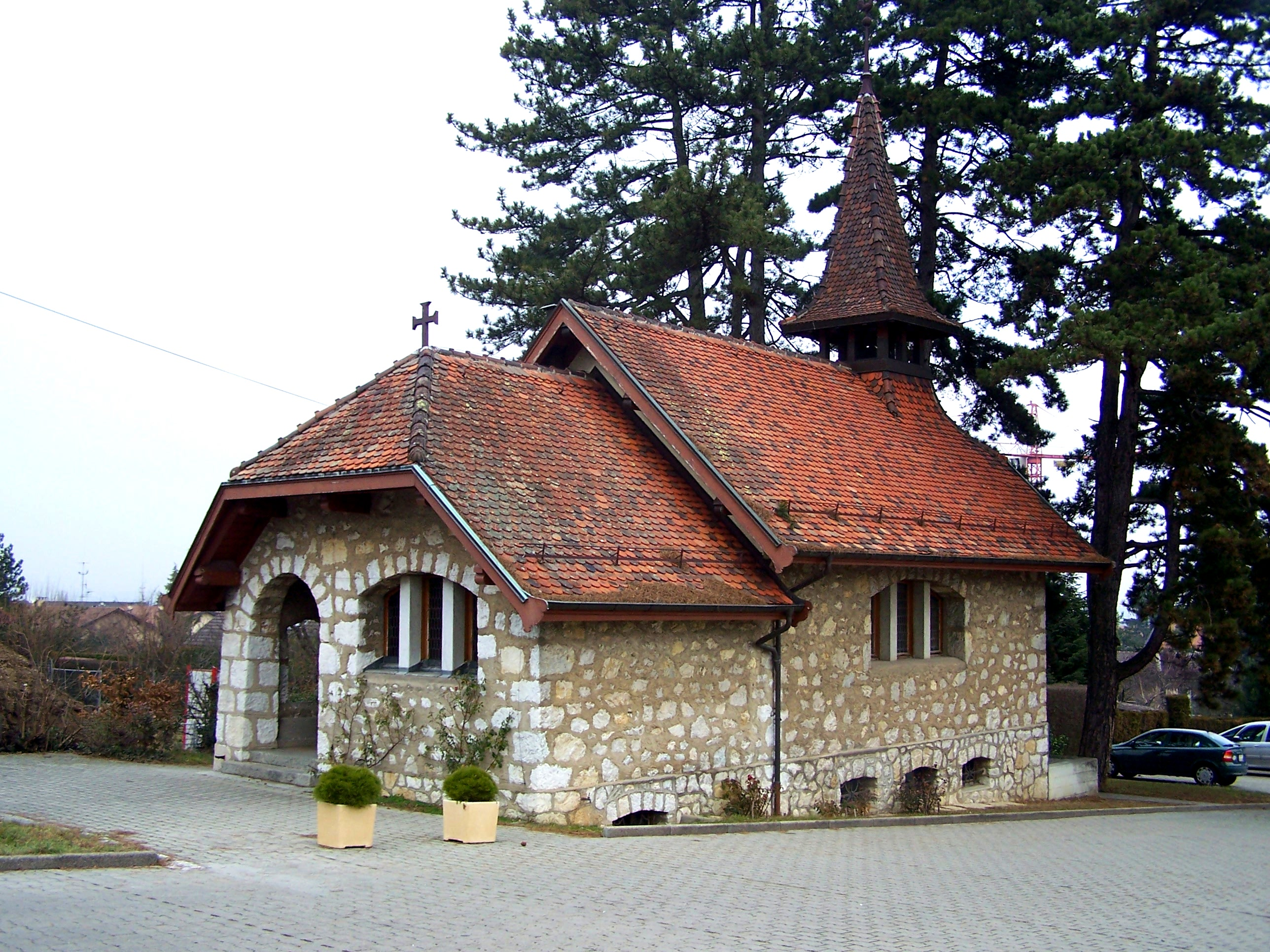
La cappella riformata

- Chiesa cattolica di San Maurizio, attestata dal XIII secolo[1];
- Cappella riformata.

## Società

### Evoluzione demografica
L'evoluzione demografica è riportata nella seguente tabella:
Abitanti censiti

## Geografia antropica

### Frazioni
Le frazioni di Bernex sono:
- Chèvres
- Loëx
- Lully
- Sézenove

## Amministrazione
Ogni famiglia originaria del luogo fa parte del comune patriziale che ha la responsabilità della manutenzione di ogni bene comune.